# Вавилонская башня (картина)
«Вавилонская башня» (нидерл. De Toren van Babel) — картина нидерландского живописца Питера Брейгеля Старшего. Художник создал как минимум два произведения на этот сюжет.

## Сюжет
В основу картины положен сюжет из Первой книги Моисея о строительстве Вавилонской башни, которая должна была, по замыслу людей, достичь вершиной неба: «Построим себе город и башню высотою до небес». Чтобы усмирить их гордыню, Бог смешал языки строителей, так что они больше не могли понимать друг друга, и рассеял их по всей земле; таким образом, реализация задуманного грандиозного плана не была осуществлена. Мораль сюжета — бренность всего земного и тщетность стремлений смертных сравниться с Господом.

## «Вавилонская башня» (Вена)

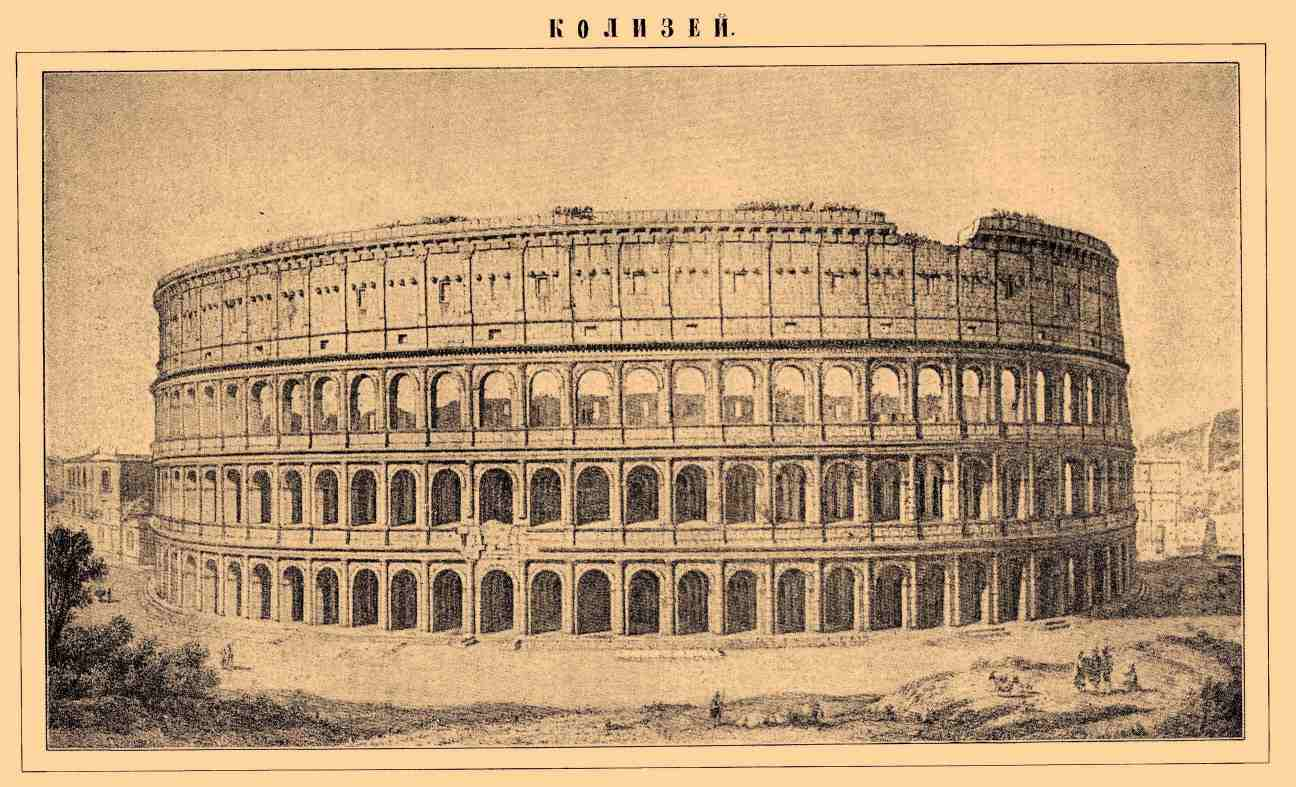
Римский Колизей

Вавилонская башня Брейгеля вполне отвечает традициям живописного изображения этой библейской притчи: налицо потрясающие воображение масштабы строительства, присутствие огромного количества людей и строительной техники.
Известно, что в 1553 году Брейгель побывал в Риме. В его «Вавилонской башне» легко узнаваем римский Колизей с его типичными чертами римской архитектуры: выступающими колоннами, горизонтальными ярусами и двойными арками. Семь этажей башни уже так или иначе построены, возводится восьмой этаж. Башня окружена строительными бараками, кранами, подъёмниками, использовавшимися в те времена, лестницами и строительными лесами. У подножия башни расположился город с оживлённым портом. Местность, где возводится Вавилонская башня, своими равнинами и морем очень напоминает Нидерланды.
Изображённые на картине люди — рабочие, каменотёсы — кажутся очень маленькими и напоминают своим усердием муравьёв. Гораздо крупнее фигуры высокопоставленных особ — инспектирующего строительный объект Нимрода, легендарного завоевателя Вавилона во II тысячелетии до н. э., по традиции считавшегося руководителем строительства башни, и его свиты — в левом нижнем углу картины. Низкий, на восточный манер, поклон каменотёсов Нимроду — дань происхождению притчи.
Представляется интересным, что, судя по некоторым деталям изображенного, Брейгель видит причины неудачи, постигшей столь «масштабный проект», не столько во внезапно возникших сверхъестественным образом языковых барьерах, сколько в ошибках, допущенных в процессе строительства. На первый взгляд, огромное строение кажется достаточно прочным, однако при ближайшем рассмотрении видно, что все ярусы положены неровно, нижние этажи либо недостроены, либо уже рушатся, само сооружение кренится в сторону города, и перспективы всего проекта весьма печальны.

## «Вавилонская башня» (Роттердам)
Предположительно тем же 1563 годом датирована и меньшая картина из музея Бойманса — ван Бёнингена, так называемая «Малая Вавилонская башня». У историков искусства нет единого мнения, написана ли эта работа несколько позднее или несколько раньше «Большой Вавилонской башни». В отличие от «Большой», картина выполнена в тёмной цветовой гамме и выглядит довольно мрачной.

## Интересные факты
- Возможно, Брейгель написал и больше экземпляров на популярный сюжет, которые до нашего времени не сохранились. Например, в поручительствах антверпенского купца Никлаэса Йонгхелинка, датированных 1565 годом, упоминается ещё одна «Вавилонская башня» Брейгеля.
- Аллюзией на «Вавилонскую башню» Брейгеля является изображение города Минас Тирит в фильме «Властелин колец»[1].
- Роттердамский вариант «Вавилонской башни» Брейгеля используется для обложки сингла «Вавилон» (2004) группы «Кипелов» и альбома «Горгород» (2015) российского рэп-исполнителя Oxxxymiron.
- Художник Лотар Остербург создал серию работ под названием «Вавилонская башня» (2015–2017), включающую фотогравюры, покадровое видео и 28-футовую скульптурную инсталляцию, полностью построенную из старых книг[2][3].